# Étray
Étray és un municipi francès situat al departament del Doubs i a la regió de Borgonya - Franc Comtat. L'any 2007 tenia 178 habitants.

## Demografia

### Població
El 2007 la població de fet d'Étray era de 178 persones. Hi havia 72 famílies de les quals 16 eren unipersonals (8 homes vivint sols i 8 dones vivint soles), 20 parelles sense fills, 32 parelles amb fills i 4 famílies monoparentals amb fills.
La població ha evolucionat segons el següent gràfic:
Habitants censats

### Habitatges
El 2007 hi havia 77 habitatges, 71 eren l'habitatge principal de la família, 2 eren segones residències i 4 estaven desocupats. 61 eren cases i 15 eren apartaments. Dels 71 habitatges principals, 48 estaven ocupats pels seus propietaris, 19 estaven llogats i ocupats pels llogaters i 4 estaven cedits a títol gratuït; 6 tenien dues cambres, 9 en tenien tres, 9 en tenien quatre i 47 en tenien cinc o més. 64 habitatges disposaven pel capbaix d'una plaça de pàrquing. A 24 habitatges hi havia un automòbil i a 40 n'hi havia dos o més.

### Piràmide de població
La piràmide de població per edats i sexe el 2009 era:
| Homes | Edats   | Dones |
| ----- | ------- | ----- |
| 0     | 95 o +  | 0     |
| 0     | 90 a 94 | 0     |
| 0     | 85 a 89 | 8     |
| 0     | 80 a 84 | 0     |
| 0     | 75 a 79 | 0     |
| 0     | 70 a 74 | 0     |
| 0     | 65 a 69 | 0     |
| 4     | 60 a 64 | 0     |
| 4     | 55 a 59 | 8     |
| 8     | 50 a 54 | 8     |
| 4     | 45 a 49 | 4     |
| 4     | 40 a 44 | 0     |
| 4     | 35 a 39 | 8     |
| 8     | 30 a 34 | 8     |
| 16    | 25 a 29 | 8     |
| 0     | 20 a 24 | 4     |
| 4     | 15 a 19 | 0     |
| 4     | 10 a 14 | 8     |
| 12    | 5 a 9   | 0     |
| 8     | 0 a 4   | 0     |

## Economia
El 2007 la població en edat de treballar era de 113 persones, 89 eren actives i 24 eren inactives. De les 89 persones actives 86 estaven ocupades (51 homes i 35 dones) i 3 estaven aturades (1 home i 2 dones). De les 24 persones inactives 9 estaven jubilades, 6 estaven estudiant i 9 estaven classificades com a «altres inactius».

### Ingressos
El 2009 a Étray hi havia 71 unitats fiscals que integraven 196,5 persones, la mediana anual d'ingressos fiscals per persona era de 16.912 €.

### Activitats econòmiques
Dels 3 establiments que hi havia el 2007, 1 era d'una empresa de comerç i reparació d'automòbils i 2 d'empreses de serveis.
L'any 2000 a Étray hi havia 11 explotacions agrícoles que ocupaven un total de 496 hectàrees.

## Poblacions més properes
El següent diagrama mostra les poblacions més properes.